# Athetis differenciata
Athetis differenciata là một loài bướm đêm trong họ Noctuidae.